# Александър Дризен
Александър Фьодорович Дризен (на руски: Александр Фёдорович Дризен) е руски барон, офицер, генерал-лейтенант. Участник в Руско-турската война (1877 – 1878).

## Биография
Александър Дризен е роден на 28 август 1824 г. в Русия в семейството на потомствения дворянин и герой от Бородинската битка генерал-лейтенант барон Фьодор Дризен.
Ориентира се към военното поприще. Завършва Училището за гвардейски подпрапоршчици (1843). Действителна военна служба започва в Лейбгвардейския кирасирски полк с военно звание корнет. Служи като командир на дивизион от Кирасирския полк (1859), флигел-адютант и командир на 5-и Литовски улански полк (1861).
Участва в потушаването на Полското въстание (1863 – 1864). Повишен е във военно звание генерал-майор от 1863 г.
Командир на Лейбгвардейския кирасирски полк (1868), 2-ра бригада от 1-ва гвардейска кавалерийска дивизия (1873), 12-а кавалерийска дивизия (1975). Повишен е във военно звание генерал-лейтенант от 1876 г.
Участва в Руско-турската война (1877 – 1878). Проявява се с 12-а кавалерийска дивизия в форсирането на река Дунав при Свищов. Награден е с Орден „Свети Владимир“ II ст. Продължава действията в състава на Русчушкия отряд. Проявява се в битката при Кацелово и Горско Абланово. Награден е с Орден „Свети Георги“ IV ст. и Златно оръжие „За храброст“.
След войната е командир на 2-ри армейски корпус.
Умира в Санкт Петербург на 9 ноември 1892 г.